# Cantón de Montaigut
El cantón de Montaigut era una división administrativa francesa, que estaba situada en el departamento de Puy-de-Dôme y la región de Auvernia.

## Composición
El cantón estaba formado por diez comunas:
- Ars-les-Favets
- Buxières-sous-Montaigut
- Durmignat
- La Crouzille
- Lapeyrouse
- Montaigut
- Moureuille
- Saint-Éloy-les-Mines
- Virlet
- Youx

## Supresión del cantón de Montaigut
En aplicación del Decreto nº 2014-210 de 21 de febrero de 2014, el cantón de Montaigut fue suprimido el 22 de marzo de 2015 y sus 10 comunas pasaron a formar parte del nuevo cantón de Saint-Éloy-les-Mines.